# Château de Bouillé-Théval
Le château de Bouillé-Théval est un château situé à Montguillon, en France.

## Localisation
Le château est situé dans le département français de Maine-et-Loire, sur la commune de Montguillon.

## Historique
L'édifice est inscrit au titre des monuments historiques en 1973.